# Heinrich Schütz
Heinrich Schütz, noto anche con il nome latinizzato Henricus Sagittarius o Enrico Sagittario in italiano (Köstritz, 8 ottobre 1585 – Dresda, 6 novembre 1672), è stato un compositore e organista tedesco.

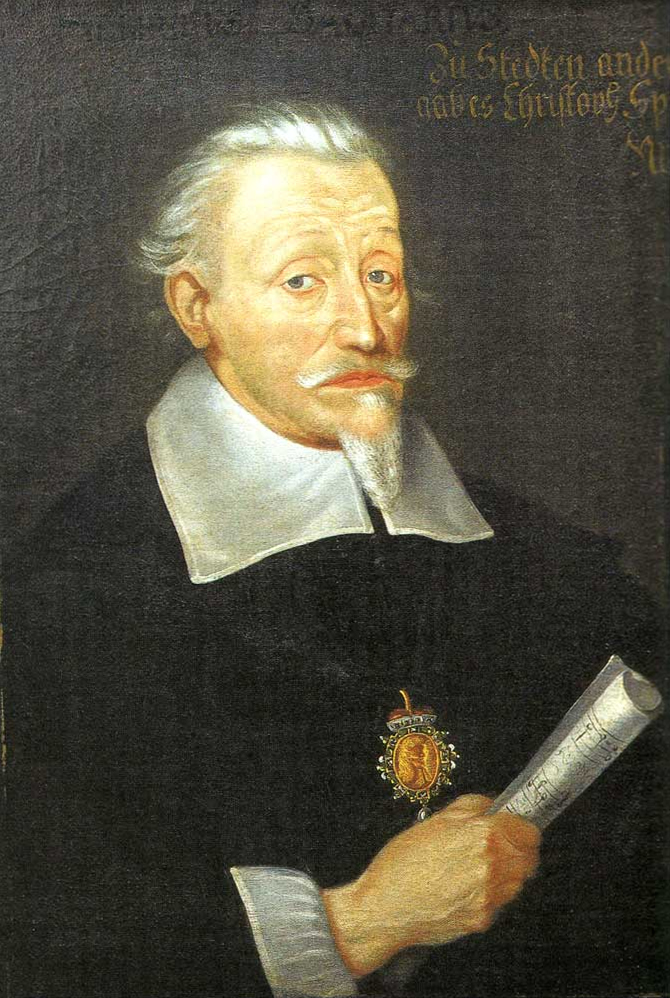
Heinrich Schütz.

È considerato, insieme a Dietrich Buxtehude e Johann Sebastian Bach, uno dei massimi compositori tedeschi del periodo barocco.

## Biografia
Nato nel 1585, il talento musicale di Heinrich Schütz fu scoperto da Maurizio d'Assia-Kassel nel 1599. Dopo essere stato, in gioventù, membro di un coro, iniziò a studiare legge a Marburgo prima di spostarsi a Venezia, dal 1609 al 1612, per studiare musica con Giovanni Gabrieli. Fu poi organista a Kassel e poi si trasferì a Dresda, nel 1615, dove divenne compositore di corte di Giovanni Giorgio I di Sassonia. Ebbe come allievo il compositore tedesco Johann Sebastiani. 
Schütz mantenne il suo posto fino alla morte, lavorando per quella che oggi è la Sächsische Staatskapelle Dresden, fondata nel 1548 da Johann Walther, ma viaggiò molto fuori dalla sua città di residenza. Nel 1627 scrisse la prima opera tedesca, Dafne con il libretto di Ottavio Rinuccini tradotto in tedesco da Martin Opitz, andata in scena nel castello Hartenfels a Torgau, ma la musica è andata perduta. Nel 1628 si recò nuovamente a Venezia, molto probabilmente per incontrare Claudio Monteverdi, ed è anche possibile che abbia studiato con lui. 
Nel 1633, dopo che la Guerra dei trent'anni aveva scompaginato la vita di corte, si trasferì a Copenaghen. 
Nel 1638 ebbe la prima assoluta la sua opera Orpheo und Euridice.
Nel 1641 ritornò definitivamente a Dresda, dove rimase per il resto della vita. 
Nel 1660 l'oratorio Historia, der Freuden- und gnadenreichen Geburt Gottes und Marien Sohnes, Jesu Christi ebbe la prima assoluta a Dresda.
Morì a seguito di un ictus nel 1672, all'età di 87 anni.

## Stile
Le composizioni di Heinrich Schütz rivelano l'influenza del suo maestro Giovanni Gabrieli, come dimostrato dall'uso della musica policorale della Scuola veneziana, e di Monteverdi, specialmente nella Es steh Gott auf SWV 356. Inoltre, lo stile della scuola franco-fiamminga è facilmente riscontrabile nella sua produzione. I suoi lavori più rappresentativi sono quelli di musica sacra, che vanno dai pezzi per voce solista accompagnata da uno strumento, alla musica corale a cappella, all'organico per soli, coro e strumenti. Fra le sue composizioni più rappresentative si possono citare i tre libri di Symphoniae sacrae, gli Psalmen Davids, Sieben Worte Jesu Christi am Kreuz e le sue tre Passioni. Successivamente, anche a causa della Guerra dei trent'anni, che aveva devastato le strutture musicali della Germania rendendo difficoltoso eseguire le monumentali composizioni giovanili nello stile della scuola veneziana, lo stile di Schütz divenne più semplice e austero.
Schütz fu uno degli ultimi compositori a usare la scala modale. Nella sua musica fa un uso estensivo dell'imitazione e una caratteristica peculiare delle sue opere sono le dissonanze generate da due o più voci che si muovono in contrapposizione alla linea armonica. Soprattutto, la sua musica dimostra un'eccezionale sensibilità e accostamento al significato dei testi.
Schütz ebbe grande importanza nell'importare la musica italiana in Germania ed influenzò lo stile dei compositori tedeschi che vennero dopo di lui. Lo stile della scuola organistica della Germania del nord deriva in parte dalle sue opere.

## Opere
Di seguito, le composizioni di Heinrich Schütz giunte fino al XXI secolo. La maggior parte contengono raccolte di pezzi, che, in totale, sono più di cinquecento:
- Il primo libro de madrigali (Venezia, 1611).
- Psalmen Davids (Primo libro) (Dresda, 1619).
- Historia der frölichen und siegreichen Aufferstehung ... (Storia della resurrezione di Gesù) (Dresda, 1623).
- Cantiones sacrae (Friburgo, 1625).
- Psalmen Davids (Secondo libro) (Friburgo, 1628).
- Symphoniae sacrae (Primo libro) (Venezia, 1629).
- Musicalische Exequien (Dresda, 1636).
- Kleiner geistlichen Concerten (Primo libro) (Lipsia, 1636).
- Symphoniae sacrae (Secondo libro) (Dresda, 1647).
- Geistliche Chor-Music (Dresda, 1648).
- Symphoniae sacrae (Terzo libro) (Dresda, 1650).
- Zwölff geistliche Gesänge (Dresda, 1657).
- Psalmen Davids (revisione del Secondo libro) (Dresda, 1661).